# فریبا معصومی
فریبا معصومی هنرمند و کارآفرین معلول ایرانی است. او متولد ۱۳۶۴ خورشیدی در روستای شولم، فومن هنرمند معلول ایرانی است که در زمینه صنایع دستی از قبیل پولک‌دوزی، کاموابافی، عروسک‌سازی، گل‌سازی و … فعالیت دارد.
معصومی از زمان تولد دچار بیماری راشیتیسم بوده و تنها سرش رشد کرده و بخشی از انگشت‌ها و مچ دستش حرکت می‌کند.

## دوران کودکی
فریبا (مریم) معصومی سال ۱۳۶۴ در روستای شولم فومن استان گیلان به دنیا آمد. فرزند چهارم خانواده است و سه خواهر و دو برادر دارد. در دوران کودکی به راشیتیسم مبتلا و باعث معلولیت شدیدش می‌شود. بدن او رشد طبیعی نداشته و تنها سرش رشد می‌کند و به جز چند انگشت و مچ دستش دیگر اعضای بدنش هیچ حرکت ندارند. تا زمانی که خواهرها و برادرانش در خانه بوده‌اند او مشکلات کمتری داشته اما با بزرگتر شدن و رفتن آنها فریبا تنها شد. تنهایی باعث می‌شود به نقاشی روی بیاورد و ابتدا برای خواهرزاده‌ها و برادرزاده‌هایش نقاشی می‌کشید.در ۱۲ سالگی نقاشی، هویه کاری و گلسازی را امتحان می‌کند اما به این نتیجه می‌رسد که با اقبال زیادی روبرو نیست و به همین دلیل بافندگی دستی را انتخاب می‌کند. اولین بافتنیش لباسی کوچک برای عروسکش بود. روزها و ماه‌های طولانی زمانی که پدر و مادر فریبا برای کار به مزرعه می‌رفتند برای او مقداری آب و غذا می‌گذاشتند و ساعت‌ها تنها می‌ماند. بی حوصلگی و تنهایی او را به سمت بافتن و ساختن سوق می‌دهد. ابتدا مهارت چندانی نداشته و میل بافتنی را با دندان می‌گرفت که تا اندازه‌ای هم برایش آزار دهنده بوده، اما کم‌کم از همان چند انگشتش که توان حرکت دارند نیز کمک می‌گیرد و بافتنی‌های بیشتری تولید می‌کند.

## راه اندازی کسب و کار
استمرار در بافتن فریبا را در تولید بافتنی‌ها ماهرتر می‌کند و کم‌کم شروع به فروش محصولاتش در خانه به دوستان و آشنایان و همسایه‌ها می‌کند. تا سن ۲۶ سالگی او نام آشنایی نبود. در سفرش به تهران به‌خاطر مریضی مادرش عزمش جزم می‌شود تا کارش را گسترش دهد. از طریق سوشال مدیا، افراد بیشتری با فریبا آشنا می‌شوند و او می‌تواند در قلعه رودخان، دکه‌ای اجاره کند و به فروش محصولاتش بپردازد. به پیشنهاد اطرافیان برای گسترش کارش موبایل هوشمند تهیه می‌کند تا با ایجاد گروه‌های تلگرامی فروشش را بیشتر کند. در کنار آن فریبا اقدام به آموزش می‌کند و همان سال‌ها در خانه‌شان به ۵۰ نفر آموزش می‌دهد. فریبا از طریق موبایل به‌طور خودآموز کم‌کم خواندن و نوشتن را هم یادمی‌گیرد. بهزیستی برای مدتی معلمی برای وی استخدام می‌کند اما بعدتر به دلیل عدم پرداخت معلم، فریبا از آموزش بازمی‌ماند و تنها امکان تحصیل تا کلاس شش ابتدایی را پیدا می‌کند. اما توانسته مدارک فنی و حرفه‌ای را دریافت نماید و کارهای آموزشیش را گسترش دهد. فریبا معصومی بارها از مسئولان بهزیستی استان گیلان درخواست کمک کرده تا بتواند کسب و کارش را گسترش دهد اما ظاهراً این کمک‌ها حداقلی بوده و او چندان راضی نیست.
یک نامه برای بهزیستی رشت نوشتم و گفتم ۲۶ سال حمایتی از من نشده‌است. نامه می‌فرستادم که به من کار بدهید؛ می‌گفتند جوان‌های امروز بیکار هستند به تو چه کاری بدهیم؟! حتی سرویس بهداشتی هم نداشتم مادرم من را پله پله برای سرویس بهداشتی پایین می‌برد. حمام هم نداشتیم و وقتی این مشکلات را می‌گفتم به من جواب می‌دادند که برو بیرون حمام کن! حتی درخواست کردم جایی به عنوان کارگاه در اختیار من بگذارند اما قبول نکردند. آنقدر اعتراض کردم که دیگر قبول کردند کاری برای من بکنند؛ اما بعد از مدتی به من گفتند راه تو دور است نمی‌شود. … در رشت و فومن برای من نمایشگاه نمی‌گذارند که کارهایم را بفروشم باید با این وضعیتم تا تهران بکوبم و بیایم. آنها حتی کارهای من را می‌توانند بخرند اما حاضر به این کار هم نمی‌شوند. اینها تنها مشکل من نیست. همه معلول‌ها مشکل دارند اما مشکلات حل نمی‌شود. بهزیستی به من می‌گوید ازدواج کن تا شوهرت خرج و مخارجت را بدهد و نیازهایت را برطرف کند! الان مردها یک زن سالم را نگه نمی‌دارند چه برسد به معلول‌ها. آیا یک مسئول باید به جای آنکه مشکل معلولی را حل کند اینطور حرف بزند؟ !»
شهرت فریبا کم‌کم بیشتر می‌شود و از سال ۱۳۹۴ در شهرهای مختلف نمایشگاه آثارش را برپا می‌کند و معمولاً با استقبال خوبی هم روبرو بود. بعدتر او آموزشگاه فنی و حرفه‌ای آزاد امید به زندگی را نیز تأسیس می‌کند و ضمن افزایش تولیدات خود در زمینه انواع بافتنی و عروسک به آموزش هم می‌پردازد. او پس از سال‌ها تلاش توانست با حاصل دسترنج، تلاش و کارآفرینیش برای خانواده کوچکشان خانه‌ای بسازد و آرزوی دیرینه مادرش را تحقق ببخشد. فریبا معصومی فعالیتش در سوشال مدیا را نیز بیشتر می‌کند تا افراد بیشتری با کارهایش آشنا شوند و اقدام به ایجاد وب سایت شخصی هم می‌کند. البته خودش می‌گوید هدفش از گسترش فعالیت‌هایش در فضای وب تنها برای فروش بیشتر نیست.
«من دوست دارم جوان‌ها بیایند و کارهای من را ببیند. آنها با دیدن کارهای من امیدوار می‌شوند که فلانی با این وضعیت دارد کار می‌کند پس اگر بخواهند کار هست.»
در همین راستا او اقدام به سخنرانی‌های انگیزشی هم می‌کند تا دیگران را تشویق به تلاش و پشتکار و استمرار در فعالیت‌هایشان کند.